# Avco World Trophy

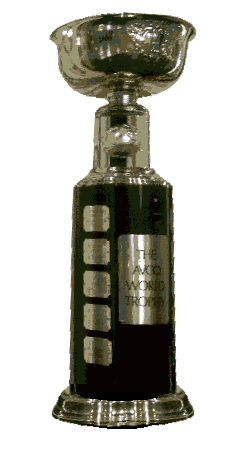
Trofej Avco World Trophy

Avco World Trophy byla hokejová trofej udělovaná každoročně vítěznému týmu playoff WHA. Trofej byla předávána od roku 1973 do 1979. První vítěz soutěže WHA v roce 1973 New England Whalers nezískal tuto trofej, protože ještě nebyla řádně dokončena. Jako jedna z mála trofejí nesla název od hlavního sponzora ligy Avco Corporation, který tehdy daroval odhadem 500 tisíc dolarů. Trofej je vystavena v hokejové síni slávy.

## Držitelé Avco World Trophy
| Rok       | Tým                 |
| --------- | ------------------- |
| 1978/1979 | Winnipeg Jets       |
| 1977/1978 | Winnipeg Jets       |
| 1976/1977 | Quebec Nordiques    |
| 1975/1976 | Winnipeg Jets       |
| 1974/1975 | Houston Aeros       |
| 1973/1974 | Houston Aeros       |
| 1972/1973 | New England Whalers |